# La Talaia (Sant Martí Sarroca)
La Talaia és una muntanya de 481 metres que es troba al municipi de Sant Martí Sarroca, a la comarca de l'Alt Penedès.